# NGC 2096
NGC 2096 (również ESO 57-SC27) – gromada otwarta, znajdująca się w gwiazdozbiorze Złotej Ryby. Należy do Wielkiego Obłoku Magellana. Odkrył ją w 1835 roku John Herschel.